# 2012年ロンドンオリンピックのドミニカ国選手団
2012年ロンドンオリンピックのドミニカ国選手団（2012ねんロンドンオリンピックのドミニカこくせんしゅだん）は、2012年7月27日から8月12日までイギリスのロンドンで開催されたロンドンオリンピックドミニカ国選手団の名簿。

## 選手団
- 人員: 選手 2人
- 開会式旗手: エリソン・ハートー

## 種目別選手・スタッフ名簿及び成績

### 陸上競技
| 選手               | 種目     | 予選   | 予選 | 準決勝   | 準決勝   | 決勝     | 決勝     |
| 選手               | 種目     | 結果   | 順位 | 結果     | 順位     | 結果     | 順位     |
| ------------------ | -------- | ------ | ---- | -------- | -------- | -------- | -------- |
| エリソン・ハートー | 男子400m | 46秒05 | 5着  | 予選敗退 | 予選敗退 | 予選敗退 | 予選敗退 |
| ルアン・ガブリエル | 女子200m | 24秒12 | 9着  | 予選敗退 | 予選敗退 | 予選敗退 | 予選敗退 |